# صراع العروش (الموسم 5)
عُرِضَ الموسم الخامس من المُسلسل المَلحميّ صراع العروش في 12 أبريل 2015 وذلك بعدَ أن أعلَنت شبكة اتش بي او عن تجديده لموسم خامس وسادسٍ بعد يومين من بداية الموسم الرابع في أبريل 2014. وانتهى عَرضُه في 14 يونيو 2015. المُسلسل من تأليفِ وتطوير الثُنائي ديفيد بينيوف ودانيال وايز وهوَ اقتِباسٌ للجُزءِ الرابع والخامس من سلسلة روايات أغنية الجليد والنار من تأليف جورج ر. ر. مارتن مع بَعضِ التغييرات المُخالِفة للكُتب كَموتِ شخصيّاتِ لم تَمت في الروايات.
تَستَكمِل أحداثُ الموسِم أحداثَ الموسِم الرابِع وذلِك بعدَ مَقتَل (تايوين لانستر) على يَد ابنِه (تيريون) وما سيؤول بِه الحال بعائِلة (لانستر) بعدَ مقتَل كبيرِهم، ويحكي أيضاً انتقامَ عائلة (مارتيل) بعدَ مقتَل (أوبيرن) في العاصِمة. ويروي كذلك أحداثَ بناتِ عائِلة (ستارك) الكُبرى (سانسا) والصُغرى (آريا) والأحداث التي حَصلت مَعهم. بالإضافَة إلى مَسارِ قِصّة (جون سنو) وصراعِه مع الهَمج من جهة والسائِرين من جِهةٍ أخُرى، وأطماع (ستانِس براثيون) للحصولِ على العَرش.

## مُلخّص الأحداث

### ويستروس

#### العاصِمة
بعدَ مقتَل (تايوين لانستر) وتشييعه، يُقامُ حَفلُ زفافِ المَلك (تومين) على (مارجري) وتُصبِح لتلك الأخيرة اليَد الطولَى في المملكة مما يُغيظُ (سيرسي) كثيراً فتقوم بالبَحث والتحالُف مع قائِد تنظيمِ «العصافير» الذي يُلقّب بـ (العصفور الأعلى) وهم طائِفةٌ من الأشخاص يقومون بمعاقبة الناس على ذنوبِهم باسم الآلهة والدين وتُعطيهِم (سيرسي) صلاحيّات للقتل وسجنِ من يَشاؤون كما تُخبِره عن شقيق المَلكة (مارجري) فيقومون بسجنِه ويقومون بِسجنِ المَلكة بتُهمَة شهادَةِ الزور فتَصِل الأخبار إلى (أولينا) التي تنتَقِم لأحفادِها وذلك بإخبارِ (العصفور الأعلى) عن أمرِ (سيرسي) وأنّها وقعت في زِنا المَحارِم مع شقيقِها فيقومون بِسجن (سيرسي) أيضاً. تَبقى (سيرسي) في السِجن ذليلَة حتّى تُقرّر الاعتراف بذنوبِها ومعاصيها؛ يُجبِرها (العصفور الأعلى) على المشي عاريةً تكفيراً عن جميعِ خطاياها وسط صياح الناس وغضبِهم، ثُمّ تَصِل إلى القلعَة ويحمِلُها رجلٌ جديدٌ من الحَرس الملكي مجهول الهويّة (يشك انه الجبل).

#### دورن
بنات (أوبرين مارتل) الغير شرعيّات المُلقّبات بـ(أفاعي الرمال) يَسعَين للانتقام من آل (لانستر) بعدَ مَقتَل أبيهِم، فيُرسِلونَ رسالَة تهديدٍ إلى العاصِمة مِما يَدفَع بـ(جيمي لانستر) بالسَفر جنوباً بِرفقَة (برون) ليُنقِذَ ابنَته (مارسيلا) التي من المُقرّر أن تتزوّج من الأمير (تريستين)؛ يَصِل (جيمي) إلى المدينَة ويُحاوِل أخذَ استردادَ (مارسيلا) وتَصِل الأنباء إلى الأمير (دوران) شقيق (أوبرين) ويَقبَل أن تعودَ (مارسيلا) إلى العاصِمة شريطَة أن يَصحبوا مَعهم الأمير (تريستين) ليكونَ ضِمنَ مجلِس المُستشارين، وحينَ عودَتِهم بَحراً فجأة يبدأ أنفُ (مارسيلا) بالنزيف وتسقُط على الأرضِ ميتَة ليتّضِح فيما بعد أنّ (إلاريا) قد سمّمتها.

#### الوادي
بعدَ مَقتَل خالَة (سانسا) في الوادي ورميها من فَتحة القمر، يُوصِي اللورد (باليش) أحَد الأسياد برعاية (روبن) ويُغادِر هوَ و(سانسا) مُتجّهينَ نحوَ وينترفيل؛ يَمرّان بطريقِهم على حانةٍ في مُفتَرِق الطُرق؛ في ذات الوقت يكونُ كُلّ من (بودريك) و(بريان التارثيّة) في الحانة، فيُشاهِد (بودريك) (سانسا)؛ تقومُ (بريان) من فورها لتتحدّث إلى (سانسا) وتُخبِرها بشأنِ ولائِها لوالِدتها (كاتلين) بحمايتها وأنّه يجب عليها الذهاب معها فهيَ في خَطر فترفُض (سانسا) ذلك، وحين مُغادرة (بريان) تقتل بعض رجال (باليش) وتلحقّهم وتعرِف إلى أين سيتوجّهون.

#### مُعسكَر (ستانِس)
يُغادِر (ستانِس) الجِدار بعدَ يأسِه من ضَمّ بعض الجُنود لصفوفِه ويتّجه نحوَ وينترفيل ليُحارِب آل (بولتون) ويستولي عليها. وفي الطريق إلى هُناك لم يَعد لديه موارِد كافية والثلجُ يُغطّي المكان وبعضُ الجنود ماتوا من البَرد، فيُذعِن (ستانِس) لطَلب الساحِرة (ميليساندري) ويُضحّي بابنتِه ويَحرِقُها حيّة قُرباناً لإله النور. نتيجةً لذلك، انتَحرت زوجَتُه في اليوم التالي وهَرب نِصفُ جنودِه مع أحصِنَتهِمن فلا يتبقّى له خيار سِوى الهجوم على وينترفيل.

#### وينترفيل
تَصِل (سانسا) إلى وينترفيل التي يستولي عليها آل (بولتون)؛ تلتقي هُناك بـ (ثيون/ريك). كما يُقام حَفلُ زفافِ (رامزي سنو) على (سانسا) ويغتَصِبها أمام (ريك). تكتَشِف (سانسا) أن (رامزي) ما هوَ إلا وحشٌ مِثلَه مِثل (جوفري) فتُقرّر الهَرب من المدينَة وتنتَظر الفُرصَة المُناسِبة للهرب. (بريان التارثية) تَبِعت (سانسا) إلى المدينة وتُخبِرها بطريقةٍ غير مُباشِرة أنّها إذا وقعت في ورطة كُل ما عليها أن تُشعِل شمعةً في البُرج وستأتي (بريان) لإنقاذِها.
من جِهةٍ أُخرى آل (بولتون) يَعلمونَ بأمرِ هجوم جيش (ستانِس) وهم مستعدّون للمعركة فكانوا هُم البادؤون بالهجوم على جيش (ستانِس). تُسفِر تِلكَ المعركة عن فناء جيش (ستانِس) بالكامِل وتَعثُر عليه (بريان) التارثية وتقتُله وهكذا ينتصر آل (بولتون). في تِلكَ الأثناء تُحاوِل (سانسا) إضاءة الشَمعة في البُرج ولكن ما من إجابَة، فتُحاوِل الفِرار من القلعَة ولكن تَعثُر عليها (ميرندا) التي تُحاوِل قَتلها فيقوم (ثيون) بقتلِها ثُم يَقفِزانِ معاً من على جِدار القَلعة مُحاولين الهَرب. الجديرُ بالذِكر أنّ (ميليساندري) تعود إلى الجِدار بعد هزيمَة (ستانِس).

#### الجِدار وما وراءه
يُصبِح (جون سنو) هوَ قائِد الحَرس الشمالي رقم 998 مُنتَصِراً بذلك على المُرشّح الثاني (ثورن) الذي يكرهه كُرهاً جمّاً، ومن أولى أفعالِه كقائِدٍ جديدٍ للحَرس هو إعدامُ أحد الحَرس بسبب رَفضِه لأمرٍ منه مما يُؤجّج نار البغضاء في نفوسِ الباقي. (جون سنو) مُدرِكٌ أن السائرين قادمين لا محالَة، لذلك يُريد التحالف مع الهَمج فبدل أن يتحول كل الهمج إلى سائرين بيض يصعب قتلهم يتحالفوا مَعهم لإلّا يزداد الأعداء عدداً، ويقبل (جون سنو) الذهاب مع (تورمند) للتحالُف معهم. ثُمّ يَصِل إلى هاردهوم لإقناع الهَمج، يقتَنع البعض والآخر لا؛ وحينَ يَهُمّ (جون) بالرحيل تتعرّض القرية للهجوم من قِبَل السائرين فيقوم مع رفاقِه بالقتال ضِدّهم. وبعدَ معركةٍ عنيفة يستطيعون الهَرب، ويُشاهِدون ملك السائرين يقوم بإعادَة إحياء القتلى من الهَمج ليصيروا سائرين مِثلَهم. ويعودُ إلى الجِدار وتُفتَح لهم البوّابات وسط جوّ مليء بالتوتّر. (جون سنو) الآن بِنظر الحُرّاس أنّه خائِن، فهو قد ضحّى بالحُرّاس لإنقاذِ الهَمج، فيستدعي الفَتى (أليسر) القائِد (جون سنو) إلى مجموعةٍ من الحَرس، تُحاصِره تِلكَ المجموعَة ويقومُ كُلَ فردِ مِنهم بطعنِه ويسقُط (جون سنو) سابِحاً في دَمه!

### إيسوس

#### في الطريق نحوَ ميرين
يَصِل (تيريون) إلى مدينة بيتوس هو و(فارِس) ويتحدّثان بشأن المَملكة والسلام ويُبدي (تيريون) موافَقته على الرحيل معه إلى مدينة ميرين لتقديمِ الولاء لـ(دينريس تارغاريان)، وفي طريقِهم يتوقّفان في بيتٍ للدعارى ويصدُف وجود (جوراه) فيقوم باختِطاف (تيريون). تظهرُ نوايا (جوراه) حيثُ يتوجّه نحوَ ميرين لتقديمَ (تيريون) لـ(دينريس) لتُسامِحه عمّا فعل، وفي طريقِهم يعبُران مدينة فاليريا، ويرونَ التنّين يُحلّق في السماء قبل تَعرّضيهم لهجوم المُتحجّرين ويستطيعان النجاة، ولكن (جوراه) يتعرّض للمسةٍ من أحدِهم وهذا يعني أنّه سيصير مُتحجّراً هو الآخر، ولكنّه يُبقي الأمر سرّاً؛ ثُمّ يُصادِفُهم تُجّار عبيد ويأسِرونَهم ويُحاوِل (تيريون) إقناعَهم بأن لا يَقتلونَهم بل يذهبوا بِهم إلى مدينة ميرين ويقتَنعوا بذلك، ثُمّ يُباعان على أنّهما عَبدّين ويُؤخَذان للقتال في الحفر القتاليّة وهُناك تكون (دينريس) حاضِرة، فيقوم (جواره) بإسقاط الجميع ويُقابِل الملكة (دينريس) ويُخبرها أنّه أحضَر (تيريون لانستر) معه، تَقبَل (دينريس) (تيريون) مع حاشيتها ويقنِعهُا (تيريون) بدورِه أن لا تقتُل (جوراه) فتقوم بنفيه مرّة أخرى؛ فيعودُ (جوراه) إلى تاجِر العبيد ويُخبره عن استعدادِه للقتال في الحُفر القتاليّة.

#### ميرين
يتّجه تركيز (دينريس) إلى الحُكم في ميرين، ولكن تبدأ الأمور في المدينة تخرُج عن سيطرتها، فالمدينَة الآن على شفا حربٍ أهليّةٍ بين الأسيادِ والعبيد. أبناء الهاربي هُم المُعارِضون لِحُكم (دينريس) ويقومون بِقَتلِ جنودٍ تابعين لها فتأمُر حُرّاسها بحراسَة المدينة، كما يُحاوِل مُستشاريها إقناعَها بالسَماحِ بإعادَة فَتح الحفر القِتاليّة وهيَ عادةٌ من عاداتِ أهل المدينة. كما يُلقّى القبض على أحد أبناء الهاربي فيقوم أحد العَبيد السابقين بقتله من دون مُحاكمة مما يُغضِب (دينريس) فتقرّر إعدامَه أمام المَلأ، فتعمّ الفوضى أرجاء المدينة ويبدأ الشعب بِمُهاجَمتها. أبناء الهاربي يثورون ثورتِهم الثانية، وتقع معركة بينهم مع الجنود، ويؤدّي ذلك لموتِ (باريستان سلمي) وإصابة (غري وارم) إصابَةً خطيرة. بعدَ ذلك تُقرّر (دينريس) إعادة فَتح الحُفر القتاليّة والزواج من (هيزار زوي لوراك) لتحقيق السلام مع شعب ميرين. بعدَ انضمام (تيريون) لحاشيتها، تبداً فعاليّات مهرجان الحُفر القتاليّة تحت أعيُنها؛ ويظهَر (جوراه) ويقدّم الولاء ثُم يبداً القِتال وكاد يقتل، ثُمّ انتصر بأعجوبة وأنقذ (دينريس) من أحد أبناء الهاربي برمية رمح. يَهجُم أبناء الهاربي ويقتلون (هيزار زوي لوراك) ويحاصرون الجميع ثُمّ يأتي التنين (دروغون) ويحرِق الأعداء ثم تهرب (دينريس) على متنه؛ يَرحَل (جوراه) مع (داريو) للبَحثِ عن المَلكة فيما يَبقى (تيريون) مع (فارِس) يَحكُم المدينة؛ أمّا (دينريس) فهي وَسط مكانٍ مجهولٍ مع تنّينها وتُحاوِل أن تركب على ظهره ليطير بها إلى ميرين ولكنّه يَرفُض، ترحَل (دينريس) بعيداً عن التنين لتبحَث عن طعام ولكنّها تُحاصَر بمجموعةٍ من الفُرسان فيما يبدو أنّهم من قبائِل الدوثروكي.

#### برافوس
تَصِل (آريا) إلى مدينة برافوس وتلتقي بِـ(جاكن هغار) الذي يُدخِلها إلى منزل الأسود والأبيض، وتقوم بالتخلُّص من جميع أغراضِها واستبدالِها بأخُرى -عدا السيف الذي خبأته تحت إحدى الصخور- فعلتْ ذلك لتُصبِح مثل (جاكن هغار) لتكون متعدّدة الوجوه. وتبدأ عمليّة تحوّلها لشخص آخر وهي (لانا) حيثُ تَحصُل على أولى مَهامِها وهيَ مُراقبة الرجل الذي يأخذ الرِهانات من الناس وتسميمِه. وأثناء مُهمّتها يتشتت ذِهنُها بقدوم وجه مألوف لديها وهوَ السير (ميرين ترانت) والذي يصادف أنه أحد الأسماء الموجودة على قائمتها نظراً لقتله لمعلمها (سيريو فوريل) تَلحَقه إلى بيتٍ للدعارى ثُمّ تعودُ إلى المَعبد. في اليوم التالي، تتخفّى (أريا) تحت قِناع وتَدخُل إلى بيتِ الدعارى وتَقتُل (ميرن ترانت) بعدَ أن كَشفت له عن هوّيتِها. ثُم تعودُ إلى المعبَد ويُخبِرها (جاكن) أنّ مُقابِل الروح التي قَتلتها يَجب أن يموتَ احدُهم لإرضاء الإله المُتعدّد الوجوه، فيشرب (جاكن) السُمّ ويموت، وتبكي (أريا) عليه لتكتشِف أنّ (جاكن) ليس له وجود في الأساس، ثُم تُصاب بالعَمى.

## الإنتاج

### طاقم عمل ما خلف الأضواء
ديفيد بينيوف ودانيال وايز سيعودان لكتابة أغلب حقات الموسم بالإضافة إلى بريان كوغمان وديف هيل. أما جورج مارتن الذي كان يكتُب في كل موسم حلقة فقد أعلن أنه لن يقوم بكتابة أيّ حلقاتٍ من حلقات الموسم الخامس وذلك للتفرغ لإكمال الكتاب السادس من السلسلة ذات عنوان رياح الشتاء. وقد أعلنت HBO عن قائمة المخرجين للموسم الخامس، حيثُ أن الطاقم تم تجديده بالكامل عدا ديفيد نتر الذي أخرج بِضعَ حلقات في المواسم السابقة، وهؤلاء المخرجون هم: مايكل سلوفز (الحلقتان الأولى والثانية)، مارك ميلود (الحلقتان الثالثة والرابعة)، جيرمي بودسوا (الحلقتان الخامسة والسادسة)، ميغل سابكنيك (الحلقتان السابعة والثامنة)، ديفيد نتر (الحلقتان التاسعة والعاشرة).

### الترويج والتسويق
صَدَر العرضُ الدِعائيُ الأوّلُ للموسِم في 30 يناير 2015 وذلكَ بعدَ أن عُرِضَت الحَلقتانِ الأخيرتانِ من الموسِم الرابع في صالاتِ عَرضِ IMAX سينيمائيّة. وفي ذاتِ اليوم، نَشَر الحِسابُ الرسميُّ للمُسلسل على موقع الفيسبوك عَدَداً من الصوّر المُتعلقة بالموسِم. بالإضافَة لذلك، هُناكَ حَلَقةٌ خاصّة بُثّتْ في 8 فبراير 2015 بِعنوان A Day in the Life وهو وثائقيّ مدته نصف ساعة يقوم بتغطية يوم من أيام تصوير المُسلسل في 3 دول مختلفة. ثُمّ في 9 مارس 2015 صَدَر العَرض الدعائي الثاني بالإضافَة للإعلان عن أسماء الحلقات الأربع الأولى.

### التسريبات
يُذكَر أنّ قبل ليلة من بدء العَرض المنتظر على قناة HBO، تمّ تسريب أوّل أربع حلقات من الموسم الخامس على الإنترنت بهيئة ملّفات بت تورنت، وقام أكثر من 50 ألف شخص بتحميل الملفات عبر مواقع مشاركة التورنت، حيثُ سُرِّبَ مساء يوم السبت 11 أبريل، بتوقيت الولايات المتحدة ومن ثم بدأت الملفات بالظهور بشكل متتابع. ووفقاً لموقِع TorrentFreak فقد تمّ تحميل الحلقات المُسرّبة أكثر من 18 مليون مرّة من أرقام عناوين مُختَلفة، ووصلَ العدد لـ32 مليون خلال الأسبوع الأوّل.

### اختيار الممثلين
بالإضافة للممثلين القُدامى هناك عدد من الوجوه والشخصيات الجديدة ستظهر في الموسم، ويُذكَر أنّ المسؤولين قد طَلبوا المزيدَ من المُمثلين فَوَصَل عددُ المُتقدمين لأكثَر من 80 ألف شَخص. وهذه أبرز الوجود الجديدة:

جوناثان برايس
(العصفور الأعلى)

#### في كينغز لاندينغ
- نيل ويليامز بدور سيرسي لانستر الصغيرة: وهيَ النُسخة الصغيرة من سيرسي حيثُ سيكونُ في الموسم مشاهدٌ من الماضي.
- جوناثان برايس بدور العصفور الأعلى: وهوَ قائِد جماعة المُتطرّفين الدينيين في كينغز لاندينغ.
- جودي ماي بدور ماجي الضفدع.

#### في دورن

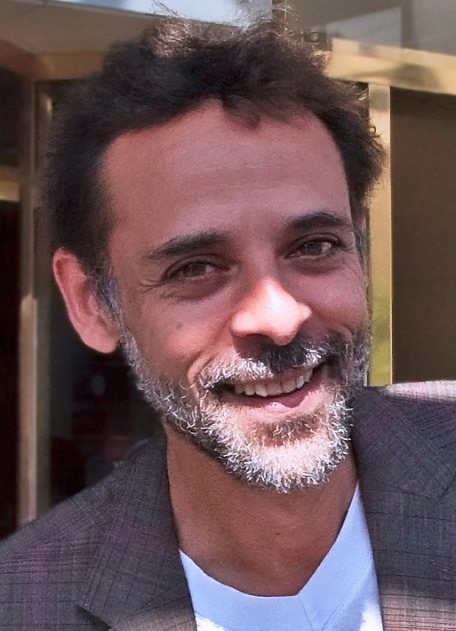
ألكسندر صديق
(دوران مارتيل)

- كيشا كاسل هيوز 

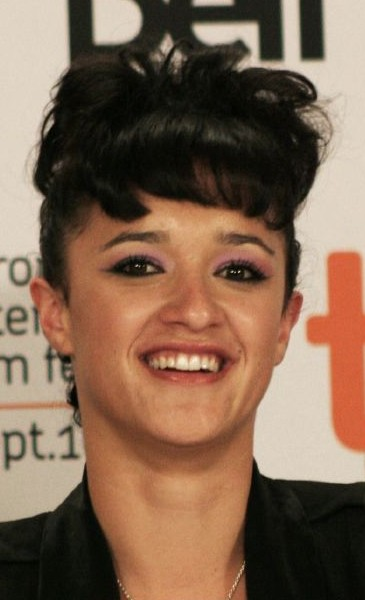
كيشا كاسل هيوز
(أوبارا ساند)

 (أوبارا ساند)ألكسندر صديق بدور دوران مارتيل: وهو أمير مدينة دورن وشقيق أوبرين مارتيل.
- توبي سبستيان بدور تريستن مارتيل: وهو ابن دورن مارتيل.
- نيل تايغر فري بدور مارسيلا براثيون: وهي ابنةُ سيرسي وقد تم استبدالها بالممثلة ايمي ريتشاردسون التي لعبت الدور أول موسمين.
- كيشا كاسل هيوز بدور أوبارا ساند: وهي ابنة أوبرين مارتيل.
- جيسيكا هينويك بدور نيميريا ساند: وهي الابنة الثانية لأوبرين مارتيل.
- ديوبيا أوباري بدور آريو هوتاه: وهوَ قائد حرس قصر دورون.

#### قارّة إيسوس
- إنزو كلنتي بدور يزن: أحد نُبلاء يونيكاي وتاجرُ عبيد.
- آدواله آکینویه بدور مالكو: وهيَ شخصيّة مجهولة لم تظهر في الروايات.

وقد توفيَ الممثل جي مورفي الذي يؤدي دورَ السير دينيس ماليستر عضو حرس الليل بعد 4 أيام فقط من بدء تصوير الموسم الخامس وبهذا الصدد أطلق منتجا المسلسل بينوف ووايز بياناً يقولان فيه أنهما لن يقوما بإعادة هذا الدور احتراماً للممثل. بالإضافة إلى أن مسار قصّة شخصية بران ستارك وهودور لن يعودا في هذا الموسم، حيث أكد بينيوف أن الإستبعاد جاء بناء على الرواية الأصلية المقتبس منها المسلسل، لأن الأجزاء المنشورة حاليا من الرواية لا تقدم أي محتوى إضافي لقصة بران وهودور خلف الجدار، لذا فإن فريق الكتابة في المسلسل يفضل انتظار نشر الأجزاء الجديدة من الرواية وكتابة الأحداث بناء عليها. وتمّ استبدالُ المُمثّل كاروم والي الذي أدّى في السابق شخصيّة تومين براثيون، تمّ استبدالُه بـ دين شارل تشابمان. كما أنّ المُمثّل تشارلز دانس الذي يؤدّي دورَ تايوين لانستر الذي قُتِلَ في الموسم الرابع عادَ ليكون كجُثّة في هذا الموسم.

### التصوير

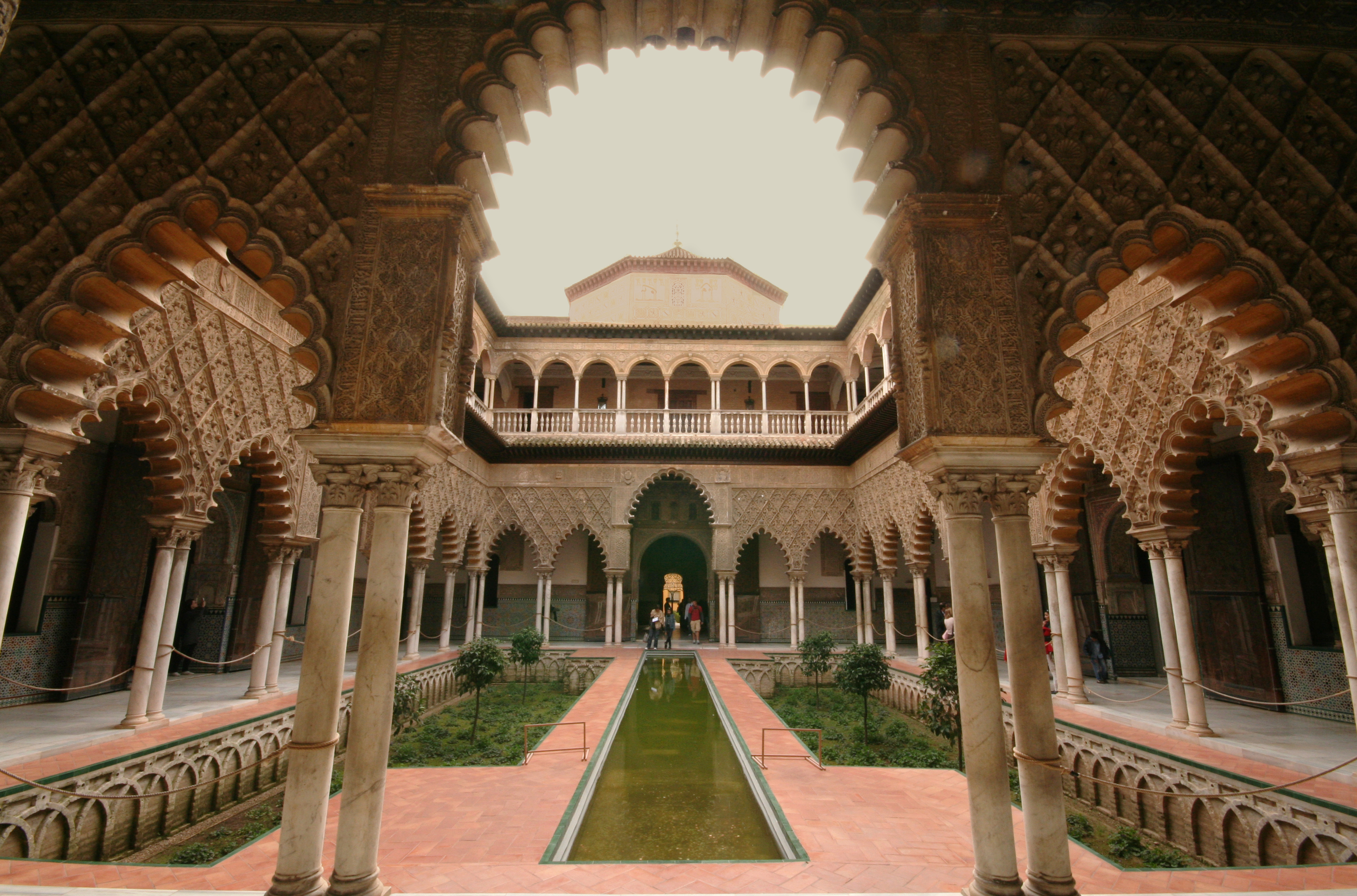
قصر المورق حيثُ صُوّرِت مشاهِد فيه ليكون بمثابَة مدينة دورن في المُسلسل.

بدأ تصوير الموسم في يوليو 2014 في بلفاست وانتهى في ديسمبر 2014. وفي أكتوبر 2014 بدأ التصوير في إسبانيا لتكون بمثابة مدينة دورن في المسلسل. وقد صُوّرت مشاهد في قصر المورق وجامعة أوسونا بإشبيلية في الأندلس. كما صُوّرت مشاهد أيضاً في قنطرة قرطبة. وقال بينيوف ووايز أن المُوسِم سيحوي على استرجاع فني ومَشاهِد قديمة لذلك فإن مدينة قرطبة ستُمثّل مدينة فولانتيس في المسلسل. كما صُوّرِت مشاهد في دوبروفنيك في كرواتيا تحديداً في شارع ستادون وكاتدرائية دوبروفنيك وقصر سبونزا.

## طاقَم العَمل

### الأدوار الرئيسيّة
- بيتر دنكليج بدور تايرون لانستر.
- نيكولاي والداو بدور جيمي لانستر.
- لينا هيدي بدور الملكة سيرسي لانستر.
- إميليا كلارك بدور الأميرة دينريس تارغاريان.
- كيت هارينغتون بدور جون سنو.
- إيدن غلين بدور لورد باليش/ ليتل فينغر/ الخنصر.
- تشارلز دانس بدور تايوين لانستر.
- ناتالي دورمر بدور مارجري تايريل.
- ستيفن ديلان بدور ستانس براثيون.
- ليام كانغهام بدور دافوس سيروس.
- كاريس فان هوتين بدور ميليساندري.
- إندريا فارما بدور إلاريا ساند.
- كونليث هيل بدور اللورد فاريس.
- ألفي آلن بدور ثيون جريجوي/ريك.
- جون برادلي بدور سام تارلي.
- صوفي تارنر بدور سانسا ستارك.
- مايسي ويليامز بدور أريا ستارك.
- كريستوف هيفجو بدور تورمند جاينتسبين.
- هانا موراي بدور غيلي.
- جروم فلين بدور برون.
- مايكل هاشمان بدور داريو نهاريس.
- ناتالي ايمانويل بدور ميساندي.
- غوندلن كريستي بدور برين التارثيّة.
- دين شارل تشابمان بدور تومين براثيون.
- توم والشيها بدور جاكن هغار.
- مايكل ماكلتون بدور روز بولتون.
- إيوان ريون بدور رمزي بولتون.
- إيان غلين بدور جوراه مورمنت.
- ديانا ريج بدور أولينا تيرل.

## الحلقات
| ر. الإجمالي | ر. في الموسم | العنوان                       | المخرج         | الكاتب                      | تاريخ العرض الأصلي | عدد المشاهدات (بالمليون) |
| --- | ------------ | ----------------------------- | -------------- | --------------------------- | ------------------ | ------------------------ |
| 41 | 1            | «الحروب القادمة»              | مايكل سلوفيس   | ديفيد بينيوف، ودي. بي. وايس | 12 أبريل 2015      | 8.00                     |
| في مَشهدٍ قديم قَبل بدء أحداث المُسلسل تُقابِل (سيرسي) الصغيرة ساحِرةً تتنبّأ بالمُستَقبَل، فتُخبِرها أنّ مُستَقبَلها سيكونُ سيّئاً حيثُ أنّها ستتزوّجُ من مَلكٍ وتصيرُ مَلِكة إلى أن تأتي مَلِكة شابّة ذكيّةٌ وجميلةٌ تَخلَعُها من كُرسيّ العَرش؛ وفي عَزاءِ (تايوين) يَتقابَلُ الشقيقانِ (جايمي) و(سيرسي) وتُظِهر لـِ(جايمي) مَدى كُرهِها لـِ(تيريون) وأنّه كانَ يجب عليهم قَتلُه. يَصِل (تيريون) إلى مدينة "بيتوس" هو و(فاريس) ويتحدّثان بشأن المَملكة والسلام ويُبدي (تيريون) موافَقته على الرحيل مع (فاريس) إلى مدينة "ميرين" لتقديمِ الولاء لـ(دينريس تايغاريان). أمّا في "ميرين"، يَقومُ أبناء الهاربي بِقَتلِ جنودٍ تابعين لـ(دينريس) فتأمُرهم بحراسَة المدينة، كما يُحاوِل مُساعديها إقناعَها بالسَماحِ بإعادَة فَتح قتال الحَفر وهيَ عادةٌ من عاداتِ أهل المدينة، بالإضافَة لكونِها تَذهَبُ لِرؤيةِ تنانينها إلّا أنَهم يُخيفونها فتعود أدراجها. أمّا في فالي، يُوصِي اللودر (باليش) أحَد الجنود برعاية (روبن) ويُغادِر هوَ و(سانسا) لمكانٍ غير معروف ويَمرّانِ بِطريقهم بـ(برين التارثيّة) و(بودريك باين) التي يأست من أن تكون فارساً من الفُرسان الشُرفاء. أمّا في الشمال عِند الجِدار، يُيرد (ستانِس) أن يُخضِع مَلِك الهَمج تحت سيطَرته لحشُد المزيد من الجنود في حَربِه ضِد (روز بولتون) فيطلُب من (جون سنو) أن يُقنِعه بذلك فيفشَل (جون سنو) في إقناعِه مِما أدّى بـ(ستانِس) أن يَقتُله حرقاً حتّى الموت بِتُهمة الخيانة؛ وفي مَشهدِ الحَرق، لا يَتحمّل (جون سنو) ذلك فيقوم بقتله بِنفسه ليخلّصه من العذاب. |              |                               |                |                             |                    |                          |
| 42 | 2            | «بيت الأسود والأبيض»          | مايكل سلوفيس   | ديفيد بينيوف، ودي. بي. وايس | 19 أبريل 2015      | 6.81                     |
| تَصِل (آريا) إلى مدينة "برافوس" وتلتقي بِـ(جاكن هغار) الذي يُدخِلها إلى منزل الأسود والأبيض. تُرسِل (سيرسي) شقيقها (جايمي) إلى مدينة "دورن" لاستعادَة ابنتَهُما (ميرسيلا) التي من المُقرّر أن تتزوّج من أمير "دورن"، ولكن بعدَ مَقتَل (أوبيرين مارتيل) في الموسم السابِق بدأت خافت (سيرسي) على ابنتها لذلك أرسَلت (جايمي)، فيذهب (جايمي) لـِ (بورن) ليُكونَ مَعَه صُحبَة إلى "دورن"، كما تظهر في هذه الحلقة مدينة "دورن" و(دوران مارتيل) شقيق (أوبيرين) ويُبدي لـ(إلاريا ساند) عَدم رغبته إشعال الحرب. في الطريق نحوَ مكانٍ مجهول، يرتاحُ (الخُنصر) مع (سانسا) في حانةٍ على مُفتَرِق الطُرق؛ في ذات الوقت يكونُ كُلّ من (بودريك) و(برين التارثيّة) في الحانة، فيُشاهِد (بودريك) (سانسا)؛ تقومُ (برين) من فورها لتتحدّث إلى (سانسا) وتُخبِرها بشأنِ ولائِها لوالِدتها (كاتلين) بحمايتها وأنّه يجب عليها الذهاب معها فترفُض (سانسا) ذلك، وحين مُغادرة (برين) تقتل بعض رجال (باليش) وتلحقّهم وتعرِف إلى أين سيتوجّهون. في الشمال، يُحاوِل (ستانِس) إقناعَ (جون سنو) بالانحناء له مُقابِل جَعليه وريثاً شرعيّاً ليحكُم "وينترفيل" ويُصبِح اسمُه (جون ستارك) ولكن يرفُض (جون) على الاقتراح متعذراً بنذر حرس الليل الذي اتخذه؛ بالإضافة إلى أنّ وقت الانتخابات قد بدأ عِند الجدار، يؤدي ذلك لأن يُصبِح (جون سنو) هو القائد الأعلى لحرس الليل رقم 998 مُنتَصيراً بذلك على المُرشّح الثاني (مستر أيمون) الذي يكرهه كُرهاً جمّاً. في مدينة "ميرن"، يُلقّى القبض على أحد أبناء الهاربي فيقوم أحد العَبيد السابقين بقتله من دون مُحاكمة مما يُغضِب (دينريس) فتقرّر إعدامَه أمام المَلأ، فتعمّ الفوضى أرجاء المدينة واحتَمت (دينريس) بِحُرّاسِها؛ في آخر الحَلقة يظهَر (دروغون) أقوى تنانين (دينريس) الذي كان مفقوداً. |              |                               |                |                             |                    |                          |
| 43 | 3            | «الدوري الأعلى»               | مارك ميلود     | ديفيد بينيوف، ودي. بي. وايس | 26 أبريل 2015      | 6.71                     |
| تتزوّج (مارجري) من (تومين) ويُواقِعُها، وتلمّح (مارجري) للملك أن (سيرسي) بالتأكيد مُشتاقَة لمسقط رأسِها "كاستلي روك"؛ كما تقوم (سيرسي) بالبحث عن قائد جماعة (العصفور الأعلى) وهم طائِفةٌ من الأشخاص يقومون بمعاقبة الناس على أخطائهم باسم الآلهة والدين، تلتقي بِه وتُلمّح له أن تتحالَف مَعهم. كما يُحاوِل (روز بولتون) فرضَ سيطرتِه على "وينترفيل" وذلك من خِلال تزويجِ ابنه (رامزي) لـ(سانسا ستارك)؛ من جهةٍ أخرى، كان مُخطط اللورد (باليش) من البداية أن يذهبَ بـ(سانسا) إلى "وينترفيل"، في البِداية تعترض ولكن يُقنعُها، كما يُلمّح على أنّ التحالُف بينَ "آرين" و"وينترفيل" قد يُطيح بالمملكة. في الشمال، يُعطي (جون سنو) جواباً لـ(ستانِس) بِرفض عَرضِه، كما يقوم بإعدامِ أحد الحَرس بسبب رَفضِه لأمرٍ منه مما يُؤجّج نار البغضاء في نفوسِ الباقي. (آريا ستارك) تقوم بالتخلُّص من جميع أغراضِها واستبدالِها بأخُرى -عدا السيف الذي خبأته تحت إحدى الصخور- فعلتْ ذلك لتُصبِح مثل (جاكن هغار) لتكون "مثتعدّدة الوجوه". في طريقِهم نحوَ "ميرين" يتوقّف (تيريون) و(فاليس) في بيتٍ للدعارة ويصدُف وجود (جوراه) فيقوم باختِطاف (تيريون). |              |                               |                |                             |                    |                          |
| 44 | 4            | «أبناء الهاربي»               | مارك ميلود     | ديف هيل (كاتب)              | 3 مايو 2015        | 6.82                     |
| تُسلّح (سيرسي) المُتطرّفين ليقوموا بعمليّات "التطهير" وتُخبِرهم أنّ (لوراس تيريل) لوطيٌّ شاذ فيقبِضونَ عليه؛ يُثير هذا الفِعل غَضَب (مارجري) التي تُحاوِل دَفعَ الملك (تومين) لتحريره، ولكن يَظهرُ ضَعفُ (تومين) أنّه لا يستطيع فعل أيّ شيء، فتُرسِل (مارجري) إلى جدّتها بالأخبار. (ميليساندري) تحاول إغواء (جون سنو) للانضمام لجيش (ستانِس) ولكنّه يرفُض أيضاً. أما في "وينترفيل"، يُخبر (باليش) (سانسا) أنّ عليه الرجوع إلى "كينغز لاندينغ" باستدعاءٍ من (سيرسي) كما يُخبرها أنّها رُبما يأتي جيش (ستانِس) إلى المدينة ويُنقذها من آل (بولتون) وتُصبِح هي حامية المدينة. يَصِل (برون) و(جايمي) إلى "دورن" ويقتُلان أربَعة فُرسانٍ على الطريق. كما تَظهرُ في الحلقة بناتُ (أوبيرين) اللاتي يُخطّطنَ مع أُمّهِم (إلاريا ساند) لاختطافِ (مارسيلا) انتقاماً لمقتَلِ أبيهِم، ويعلمونَ أنّ (جايمي) قادِمٌ للبِلاد فعليهم الإسراع. تظهرُ نوايا (جوراه) حيثُ يتوجّه نحوَ "ميرين" لتقديمَ (تيريون) لـ(أم التنانين) لتُسامِحه عمّا فعل. في "ميرين"، يُحول (هيزار زوي لوراك) مرّة أُخرى إقناع (دينريس) إعادّة فتح قتال الحُفَر؛ وأبناء الهاربي يثورون بثورتِهم الثانية، وتقع معركة بينهم مع الجنود، ويؤدّي ذلك لإصابة (باريستان سلمي) و(غري وارم) إصابَةً خطيرة. |              |                               |                |                             |                    |                          |
| 45 | 5            | «اقتل الصبي»                  | جيرمي بودسوا   | براين كوغمان                | 10 مايو 2015       | 6.56                     |
| تصل (برين) و(بودريك) إلى أطراف وينترفيل وتطلب المُساعدة من شخصٍ في الخان لإيصال رسالة إلى (سانسا)؛ (سانسا) بدورِها تلتقي بـ (ثيون/ريك) وترى كيفَ أنّه يخدِم (رامزي) الذي يُذلّه. في الجدار الشمالي، يريد (جون سنو) التحالف مع الهَمج فبدل أن يتحول كل الهمج إلى سائرين بيض يصعب قتلهم يتحالفوا مَعهم لإلّا يزداد الأعداء عدداً، ويقبل (جون سنو) الذهاب مع (تورمند) للتحالُف معهم. في ميرن، يستعيد (غراي وورم) وعيه، وتُقرّر (دينريس) إعادة فَتح الحُفر القتاليّة والزواج من (هيزار زوي لوراك) لتحقيق السلام مع شعب ميرين. في الطريق إلى ميرن، يعبُر (تيريون) و(جواره) مدينة فاليريا، ويرونَ التنّين يُحلّق في السماء قبل تَعرّضيهم لهدوم المُتحجّرين ويستطيعان النجاة، ولكن (جوراه) يتعرّض للمسةٍ من أحدِهم وهذا يعني أنّه سيصير مُتحجّراً هو الآخر، ولكنّه يُبقي الأمر سرّاً. |              |                               |                |                             |                    |                          |
| 46 | 6            | «لا نُقهر، لا ننحني، لا ننكسر» | جيرمي بودسوا   | براين كوغمان                | 17 مايو 2015       | 6.24                     |
| يأخذُ (جاكن هغار) (آريا) إلى مستودَع الوجوه، حيث تُخبّئ جميعُ وجوه المُتوفّين في مَعبد الآلهة المتعددة الوجوه ويقرّر أنّها ليست مُستعدّة بعد لتكون "لا أحد" بل تريد ان تكون شخصاً غيرَها. يَصِل (جايمي) و(برون) إلى الحدائِق المائيّة حيثُ يعثُرانِ على (مارسيلا) ويُحاوِلانِ أخذها ولكنّها ترفض، في تلك اللحظَة تُهاجِمُهم أفاعي الرِمال ويدخُلون في مُقاتَلةٍ إلى أن يَصِل حُرّاس (دوران) ويأسِرون الجميع بالإضافَة إلى أسرِهم لـِ(إلاريا ساند). في كنيغ لاندينغز، يَصِل (باليش) إلى المدينة ويُقابِل (سيرسي) ويُخبِرها أنّه عَرفَ مكان (سانسا) وأنّها من المُقرّر أن تتزوّج من الابن الغير شرعي لـ(روز بولتون)؛ هذا الخبر يُثير غَضب (سيرسي) التي تُخطّط الآن للهجومِ على آل (بولتون) بقيادَة (باليش) مُقابِل أن يكونَ حامي الشمال؛ من جهةٍ أُخرى، تَصِل (أولينا) إلى المدينة لأجلِ البَحث في قضيّة حَفيدِها (لوراس) الذي تمَ احتجازُه من قِبَل المُتشدّدين، تُنكِر (سيرسي) لـ(أولينا) أنّ لها علاقَة بما حَدث؛ ثُمّ تَبداً مُحاكَمة (لوراس) أمامَ (تومين) و(أولينا) و(مارجري) و(سيرسي) ويُنكِر (لوراس) أنّه شاذٌ جنسيّاً، ثُم تَمثُل (مارجري) أمام الكاهِن الأعظم وتُنكِر هيَ أيضاً. بعدَ ذلك، يُدخِل الكاهِن الأعظم (أوليفر) وهو الفتى الذي كانَ (لوراس) يُمارِس الرذيلة مَعه ويَشهد ضِده، فيقومُ الكاهِن الأعظم باعتقال (لوراس) واعتقال (مارجري) بسببِ كَذِبها. أمّا في وينترفيل تبداً طُقوس الزواج ويُصبِح (رومزي) و(سانسا) زوجانِ رسميّاً، والآن يُريد (رامزي) أن يَغتَصِبَ (سانسا) أمام أعين (ثيون/ريك). في القارّة الأُخرى، أثناء مسير (جوراه) و(تيريون) يُصادِفُهم تُجّار عبيد ويأسِرونَهم ويُحاوِل (تيريون) إقناعَهم بأن لا يَقتلونَهم بل يذهبوا بِهم إلى مدينة ميرين ويقتَنعوا بذلك. |              |                               |                |                             |                    |                          |
| 47 | 7            | «الهديّة»                      | ميغيل سابوجنيك | ديفيد بينيوف، ودي. بي. وايس | 24 مايو 2015       | 5.40                     |
| ينطلق (جون سنو) برفقة (تورموند) وبعض الجنود باحثين عن باقي الهمج لجلبهم جنوب السور ليساعدوا حرس الليل على قتال السائرين البيض. الأمر الذي يترك (سام) لوحده برفقة (غيلي) وطفلها. لم يَعد لـ(سام) أصدقاء بعد رحيل (جون سنو) إذ أنّ السيد (إيمون) يموت مِمّا يُعرّض (غيلي) للهجوم من قِبلَ اثنين من الجنود، ويأتي (سام) لنجدتها ثُمّ يحظيا ببعضِ المُتعة معاً. في وينترفيل، تطلُب (سانسا) من (ثيون) مُساعدتها للهرب من المدينة، ولكنّه يُخبِر (رامزي) بالأمر فيقوم (رامزي) بقتل المرأة التي تكلّمت مع (سانسا). وجيشُ (ستانِس) ليس بأفضل أحوالِه، فهم ليسوا مُعتادين على البَرد؛ كما تطلب (ميليساندري) من (ستانِس) التضحية بابنته ويرفُض الفكرة كُلّها. أمّا في دورن، تُبدي (مارسيلا) رفضَها للعودَة لديارها، (بورن) في ذات الوقت مسجونٌ زنزانة، وتكشف له (تايين ساند) أنّها سمّمته وتُعطيه العقّار. وفي العاصِمة كينغز لاندينغ، تطلب (أولينا) من الكاهن الاكبر أنّ يُخرِج أحفادَها ولكنّه يرفُض ذلك؛ لاحِقاً يقوم الكاهن الأكبر بسجن (سيرسي) ليُحيلَها إلى التحقيق. وأخيراً وفي القارّة الأُخرى، يُباعُ (جواره) و(تيريون) على أنّهما عَبدّين ويُؤخَذان للقتال في "الحفر القتاليّة" وهُناك تكون (دينريس) حاضِرة، فيقوم (جواره) بإسقاط الجميع ويُقابِل الملكة (دينريس) ويُخبرها أنّه أحضَر (تيريون لانستر) معه. |              |                               |                |                             |                    |                          |
| 48 | 8            | «هاردهوم»                     | ميغيل سابوجنيك | ديفيد بينيوف، ودي. بي. وايس | 31 مايو 2015       | 7.01                     |
| (سيرسي) محبوسةٌ وذليلةٌ في السجن وترفُض الاعتراف بخطاياها، ويزورُها (كايبورن) حامِلاً إليها عدّة أخبار من بينِها أن عمّها (كيفان) عادَ للعاصِمة ليكونَ كساعِد المَلك، كما أخبرها (كايبورن) أنّ "العَمل مُستمر"؛ ولا أحد يعرف ما هوَ هذا العَمل. وفي الشمال، تسأل (سانسا) (ثيون) عن سبب إخبارِ (رامزي) بمحاولة هُروبِها، فيُخبرها (ثيون) أن لا مهرب من المدينة كما يُخبِرها أيضاً أن أخوانَها الصِغار (بران) و(ريكون) لم يُقتلا. في ذاك الوقت، (رامزي) يُناقِش أمور الحرب مع والِده ويقتَرح عليه أن يصحَب مَعه 20 رجلاً أكفّاء ويَهجُم على جيش (ستانِس). وفي أقصى الشمال، يَصِل (جون سنو) بِصُحبَه (تورمند) إلى هاردهوم لإقناع الهَمج بالانضمام إليهِم لقتال السائرين، يقتَنع البعض والآخر لا؛ وحينَ يَهُمّ (جون) بالرحيل تتعرّض القرية للهجوم من قِبَل السائرين ويقوم (جون) مع رفاقِه بالقتال ضِدّهم. وبعدَ معركةٍ عنيفة يستطيعون الهَرب، ويُشاهِدون ملك السائرين يقوم بإعادَة إحياء القتلى من الهَمج ليصيروا سائرين مِثلَهم. أما في القارّة الأخرى في برافوس، بدأت (آريا) عمليّة تحوّلها لشخص آخر وهي (لانا) حيثُ تَحصُل على أولى مَهامِها وهيَ مُراقبة الرجل الذي يأخذ الرِهانات من الناس وتسميمِه. وفي ميرين، تَقبَل (دينريس) (تيريون) مع حاشيتها ويقنِعهُا (تيريون) بدورِه أن لا تقتُل (جوراه) فتقوم بنفيه مرّة أخرى؛ فيعودُ (جوراه) إلى (يزن) ويُخبره عن استعدادِه للقتال في الحُفر القتاليّة. |              |                               |                |                             |                    |                          |
| 49 | 9            | «رَقصةُ التنانين»               | ديفيد نتر      | ديفيد بينيوف، ودي. بي. وايس | 7 يونيو 2015       | 7.14                     |
| في وَسط العاصِفة في الشمال، يَهجُم (رامزي) مع جُنودِه العِشرون على مُخيّم (ستانِس) ويحرقون مَخازِن الطعام؛ تُخبِره (ميليساندري) أنّهم بحاجَة إلى تضحيةٍ كبيرة للوصولِ لأهدافِهم وأنّ الجنود سيهلكون إذا لم يقم بذلك، فيقوم (ستانِس) بإحضار ابنَته (شيرين) وحرقها حيّة أمام المَلأ وسط صرخاتِ والِدتها. أما (جون سنو) يَصل مع الهَمج إلى الجِدار وسط أجواءٍ مِلؤها التوتّر. وفي أقصى الجنوب في مدينَة دورن، يُوافِق الأمير (دوران) عودَة (جايمي) مع (مارسيلا) إلى العاصِمة شريطَة أن يَصحبوا مَعهم الأمير (تريستان) ليكونَ ضِمنَ مجلِس المُستشارين في العاصِمة. في القارّة الشرقيّة في مدينَة برافوس، أثناء مُهمّة (أريا) للقتل يتشتت ذِهنُها بقدوم وجه مألوف لديها وهوَ السير (ميرين ترانت) والذي يصادف أنه أحد الأسماء الموجودة على قائمتها نظراً لقتله لمعلمها (سيريو فوريل) تَلحَقه إلى بيتٍ للدعارى ثُمّ تعودُ إلى المَعبد. وفي ميرين، تبداً فعاليّات مهرجان الحُفر القتاليّة تحت أعيُن (دينريس)؛ ويظهَر (جوراه) ويقدّم الولاء ثُم يبداً القِتال وكاد يقتل، ثُمّ انتصر بأعجوبة وأنقذ (دينريس) من أحد أبناء الهاربي برمية رمح. يَهجُم أبناء الهاربي ويقتلون (هيزار زوي لوراك) ويحاصرون الجميع ثُمّ يأتي التنين (دروغون) ويحرِق الأعداء ثم تهرب (دينريس) على متنه. |              |                               |                |                             |                    |                          |
| 50 | 10           | «رحمة الأم»                   | ديفيد نتر      | ديفيد بينيوف، ودي. بي. وايس | 14 يونيو 2015      | 8.11                     |
| في الشمال، (جون سنو) بطلبٍ من (سام) يُرسِله هوَ و(غيلي) وطِفلِها إلى مدينَة أولدتاون ليُصبِح أستاذاً. وفي مُعسكَر (ستانِس) تقومُ زوجَته بشنقِ نفسِها ويَهرُب نِصف جيشِه مع أحصِنتهم، فلا يتبقّى أمامَ (ستانِس) خيار سِوى أن يَهجُم على وينترفيل؛ بالطبع فإن آل (بولتون) مستعدّون للمعركة فكانوا هُم البادؤون بالهجوم على جيش (ستانِس). تُسفِر تِلكَ المعركة عن فناء جيش (ستانِس) بالكامِل وتَعثُر عليه (بريان) التارثية وتقتُله وهكذا ينتًر آل (بولتون). في تِلكَ الأثناء تُحاوِل (سانسا) إضاءة الشَمعة في البُرج ولكن ما من إجابَة، فتُحاوِل الفِرار من القلعَة ولكن تَعثُر عليها (ميرندا) التي تُحاوِل قَتلها ولكن يقوم (ثيون) بقتلِها ثُم يَقفِزانِ معاً من على جِدار القَلعة مُحاولين الهَرب. وتعودَ (ميليساندري) إلى الجِدار وتُخبِر (جون سنو) و(دافوس) بموتِ (ستانِس) وزوجته و(شيرين). في العاصِمة، تعتَرف (سيرسي) أخيراً بخطاياها ويُجبِرها (العصفور الأعلى) على المشي عاريةً تكفيراً عن جميعِ خطاياها وسط صياح الناس وغضبِهم، ثُمّ تَصِل إلى القلعَة ويحمِلُها رجلٌ جديدٌ من الحَرس الملكي مجهول الهويّة. أمّا (جايمي) يعودُ مع ابنَته (مارسيلا) و(برون) و(تريستين) إلى العاصِمة، يُحاوِل (جايمي) إخبار (مارسيلا) بكونِه أباها وتُخبِره أنّها تعرِف هذا وأنّها سعيدَة بهذا أيضاً، ولكن فجأة يبدأ أنفُها بالنزيف وتسقُط على الأرضِ ميتَة ليتّضِح فيما بعد أنّ (إلاريا) قد سمّمتها. وفي القارّة الأُخرى في برافوس، تتخفّى (أريا) تحت قِناع وتَدخُل إلى بيتِ الدعارى وتَقتُل (السير ميرن) بعدَ أن كَشفت له عن هوّيتِها. تعودُ (أريا) إلى المعبَد ويُخبِرها (جاكن) أنّ مُقابِل الروح التي قَتلتها يَجب أن يموتَ احدُهم لإرضاء الإله المُتعدّد الوجوه، فيشرب (جاكن) السُمّ ويموت، وتبكي (أريا) عليه لتكتشِف أنّ (جاكن) ليس له وجود في الأساس، ثُم تُصاب بالعَمى. وفي ميرين، يَرحَل (جوراه) مع (داريو) للبَحثِ عن المَلكة فيما يَبقى (تيريون) مع (فاريس) يَحكُم المدينة؛ أمّا (دينريس) فهي وَسط مكانٍ مجهولٍ مع تنّينها وتُحاوِل أن تركب على ظهره ليطير بها إلى ميرين ولكنّه يَرفُض، ترحَل (دينريس) بعيداً عن التنين لتبحَث عن طعام ولكنّها تُحاصَر بمجموعةٍ من الفُرسان فيما يبدو أنّهم من قبائِل الدوثروكي. بالعودَة إلى الجِدار، يستدعي الفَتى (أليسر) القائِد (جون سنو) إلى مجموعةٍ من الحَرس، تُحاصِره تِلكَ المجموعَة ويقومُ كُلَ فردِ مِنهم بطعنِ (جون) لاعتقادِهم أنّه خانَهم عِندَما أنقذَ الهَمج، ويسقُط (جون سنو) سابِحاً في دَمه. |              |                               |                |                             |                    |                          |

## البث العالمي
عَرِضَ المُسلسل في 170 دولَة حولَ العالَم تَزامُناً مع عَرضِه في الولايات المُتّحدة، وفي بَعضِ البَلدان عرِضَ بعدَ يومٍ من بَثّه في أمريكا. على مُستوى الشَرق الأوسط وشمال أفريقيا، عُرض المسلسل على شبكة OSN تزامُناً مع عرضِه في الولايات المُتّحدة.

## نسب المشاهدة
| الموسم | الموسم | رقم الحلقة | رقم الحلقة | رقم الحلقة | رقم الحلقة | رقم الحلقة | رقم الحلقة | رقم الحلقة | رقم الحلقة | رقم الحلقة | رقم الحلقة | المتوسط |
| الموسم | الموسم | 1          | 2          | 3          | 4          | 5          | 6          | 7          | 8          | 9          | 10         | المتوسط |
| ------ | ------ | ---------- | ---------- | ---------- | ---------- | ---------- | ---------- | ---------- | ---------- | ---------- | ---------- | ------- |
|        | 1      | 2.22       | 2.20       | 2.44       | 2.45       | 2.58       | 2.44       | 2.40       | 2.72       | 2.66       | 3.04       | 2.52    |
|        | 2      | 3.86       | 3.76       | 3.77       | 3.65       | 3.90       | 3.88       | 3.69       | 3.86       | 3.38       | 4.20       | 3.80    |
|        | 3      | 4.37       | 4.27       | 4.72       | 4.87       | 5.35       | 5.50       | 4.84       | 5.13       | 5.22       | 5.39       | 4.97    |
|        | 4      | 6.64       | 6.31       | 6.59       | 6.95       | 7.16       | 6.40       | 7.20       | 7.17       | 6.95       | 7.09       | 6.84    |
|        | 5      | 8.00       | 6.81       | 6.71       | 6.82       | 6.56       | 6.24       | 5.40       | 7.01       | 7.14       | 8.11       | 6.88    |
|        | 6      | 7.94       | 7.29       | 7.28       | 7.82       | 7.89       | 6.71       | 7.80       | 7.60       | 7.66       | 8.89       | 7.69    |
|        | 7      | 10.11      | 9.27       | 9.25       | 10.17      | 10.72      | 10.24      | 12.07      | غ/م        | غ/م        | غ/م        | 10.26   |
|        | 8      | 11.76      | 10.29      | 12.02      | 11.80      | 12.48      | 13.61      | غ/م        | غ/م        | غ/م        | غ/م        | 11.99   |

## روابط خارجية
- صراع العروش، الموسم 5 على موقع ميتاكريتيك (الإنجليزية)
- صراع العروش، الموسم 5 على موقع روتن توميتوز (الإنجليزية)